# Cyclopina crassisetosa
Cyclopina crassisetosa – gatunek widłonoga z rodziny Cyclopinidae. Nazwa naukowa tego gatunku skorupiaków została opublikowana w 1953 roku przez biologa Hansa-Volkmara Herbsta.